# 7월 29일
7월 29일은 그레고리력으로 210번째(윤년일 경우 211번째) 날에 해당한다.

## 사건
- 1900년 - 비토리오 에마누엘레 3세, 이탈리아 왕국 국왕으로 즉위.
- 1905년 - 일본과 미국 간에 가쓰라-태프트 밀약이 맺어지다.
- 1957년 - 국제원자력기구가 발족하다.
- 1981년 - 다이애나 스펜서가 웨일스 공 찰스와 결혼하여 웨일스 공비가 되다.
- 2009년 - 삼성 특검:삼성SDS 신주인수권부사채 저가 배정 사건으로 기소된 이건희 전 삼성그룹 회장에 대한 파기환송심에서 징역 6년에 벌금 3000억원이 구형됐다.
- 2011년 - 서울과 강원도 등 집중호우 피해 지역에 대한 본격적인 복구 지원이 시작되었다.
- 2013년 - 대한민국의 인권운동가 성재기의 시신이 서울 마포구 서강대교에서 발견되었다.
- 2014년
  - 멕시코 동부 베라크루스주의 후안 로드리게스 클라라 북부 지역에서 규모 6.3의 지진이 발생하였다.
  - 서아프리카 라이베리아에서 에볼라 바이러스가 발생해 1,200여명이 감염되었고 660명이 사망하였다. 또 홍콩에서도 의심환자가 발생하였다.
- 2024년 - 서울 은평구 일본도 살인사건이 일어났다.

## 문화
- 1658년 - 파리외방전교회가 창립되었다.
- 1836년 - 파리의 에투알 개선문이 완공되다.
- 1947년 - 최초의 전자계산기인 ENIAC이 동작을 시작하다.
- 1954년 - 반지의 제왕의 첫 책인 《반지 원정대》가 영국에서 출간되다.
- 1958년 - NASA가 설립되다.
- 2005년 - 라온 엔터테인먼트가 개발한 테일즈런너가 출시되었다.
- 2010년 - 신분당선의 정자역 이남 1차 연장구간이 착공되었고 착공식은 용인시 수지구에서 진행되었다.
- 2012년 - 삼성 라이온즈의 이승엽이 한일통산 500홈런을 달성하였다.
- 2015년 - 마이크로소프트에서 윈도우 10이 발표되었다.
- 2016년 - 마이크로소프트의 윈도우 10 무료 업그레이드 지원을 중단하였다.

## 탄생
- 1790년 - 조선의 제23대 국왕 순조. (~1834년)
- 1805년 - 프랑스의 정치철학자 알렉시스 드 토크빌. (~1859년)
- 1878년 - 미국의 육상 선수 패트릭 맥도널드. (~1954년)
- 1883년 - 이탈리아의 정치인 베니토 무솔리니. (~1945년)
- 1885년 - 미국의 배우 테다 바라. (~1955년)
- 1906년
  - 대한민국의 독립운동가 겸 학자, 서화가 전형필. (~1962년)
  - 대한민국의 정치인 김진구.  (~1987년)
- 1922년 - 일본의 배우 이토 가오루. (~1943년)
- 1928년 - 대한민국의 배우, 성우 양일민.
- 1937년 - 미국의 경제학자 대니얼 맥패든.
- 1938년 - 미국의 저널리스트, 뉴스 앵커 피터 제닝스. (~2005년)
- 1940년 - 대한민국의 성우 최병학. (~2025년)
- 1941년 - 잉글랜드의 배우 데이비드 워너. (~2022년)
- 1942년
  - 대한민국의 문학가 김현. (~1990년)
  - 대한민국의 가수 현철. (~2024년)
  - 미국의 배우 토니 시리코. (~2022년)
- 1947년 - 미국의 기업인 스탠 크롱키.
- 1951년 - 일본의 정치인 가타야마 요시히로.
- 1953년 - 미국의 패션 컨설턴트, 방송인 팀 건.
- 1954년 - 일본의 정치인 시이 가즈오.
- 1957년 - 일본의 정치인 기시다 후미오.
- 1958년 - 대한민국의 배우 김보미.
- 1959년 - 영국의 록 가수 존 사이크스. (~2025년)
- 1960년 - 대한민국의 정치인 추경호.
- 1962년 - 일본의 가수 오노 리사.
- 1964년 - 대한민국의 전 가수 최호섭.
- 1965년 - 미국의 작가 이창래.
- 1966년 - 대한민국의 야구 코치, 전 야구 선수 이명수.
- 1967년
  - 대한민국의 가수 심신.
  - 일본의 정치인 하타 유이치로. (~2020년)
- 1968년 - 대한민국의 희극인 김현영.
- 1970년 - 대한민국의 전 프로 야구 선수 김정훈.
- 1971년 - 대한민국의 변호사 겸 정치인 손금주.
- 1972년 - 대한민국의 가수 김돈규.
- 1973년
  - 대한민국의 현 방송 기자, 전 아나운서 김주하.
  - 대한민국의 썰매 종목(루지, 봅슬레이, 스켈레톤) 선수 강광배.
  - 대한민국의 전 축구 선수 이명화.
  - 일본의 야구 선수 가도쿠라 겐.
- 1974년
  - 일본의 정치인 이즈미 겐타.
  - 대한민국의 래퍼 타이거JK (드렁큰 타이거).
- 1975년
  - 대한민국의 배우 권이지.
  - 미국의 야구 선수 세스 그레이싱어
  - 대한민국의 희극인 김병만.
  - 대한민국의 이종격투기 선수 추성훈.
  - 대한민국의 바둑 기사 이창호.
- 1976년 - 대한민국의 범죄자 엄인숙.
- 1978년
  - 대한민국의 변호사 최단비.
  - 대한민국의 법조 출신 정치인 김소정.
- 1979년
  - 대한민국의 성우 채정우.
  - 우크라이나의 권투 선수 세르히 도첸코.
- 1981년 - 스페인의 자동차 경주 선수 페르난도 알론소.
- 1982년
  - 대한민국의 가수 박구윤.
  - 미국의 배우 앨리슨 맥.
  - 일본의 작가 히라사카 요미.
- 1983년
  - 대한민국의 배우 김동욱.
  - 대한민국의 트로트 가수 장태희.
  - 대한민국의 축구 선수 김치곤.
  - 세르비아의 축구 선수 블라디미르 스토이코비치.
  - 대한민국의 전 야구 선수 윤성귀.
  - 대한민국의 프로듀서 최다은.
- 1984년 - 우크라이나의 전직 리듬체조 선수 한나 베즈소노바.
- 1985년
  - 대한민국의 전 가수 마망.
  - 대한민국의 모델 이지호.
- 1986년
  - 대한민국의 쇼트트랙 선수 조해리.
  - 대한민국의 아나운서, 앵커 윤보리.
- 1987년
  - 대한민국의 가수 김원주.
  - 대한민국의 축구 선수 김진현.
- 1988년
  - 대한민국의 래퍼 알렉산더 (유키스).
  - 대한민국의 기술관련종사자 김차이.(본명: 김지혜)
- 1989년
  - 대한민국의 전 야구 선수 최인영.
  - 잉글랜드의 축구 선수 제이 로드리게스.
  - 스웨덴의 축구 선수 코소바레 아슬라니.
  - 미국의 야구 선수 에릭 요키시.
- 1990년
  - 대한민국의 배우 신세경.
  - 대한민국의 성우 김지율.
  - 대한민국의 전직 아나운서 장수정.
  - 칠레의 축구 선수 프란시스카 라라.
  - 미국의 배우 맷 프로콥.
  - 스웨덴의 배우 엘리 아브람.
- 1991년
  - 대한민국의 가수 김유환 (스피드).
  - 대한민국의 축구 선수 김주원.
  - 대한민국의 뮤지컬 배우 최훈호.
  - 대한민국의 전 배드민턴 선수 성지현.
- 1992년
  - 프랑스의 축구 선수 지브릴 시디베.
  - 대한민국의 방송인 홍영기.
- 1993년 - 대한민국의 래퍼 김효은.
- 1994년
  - 대한민국의 가수 이하준.
  - 대한민국의 유튜버 주키니.
  - 대한민국의 배구 선수 손주형.
  - 대한민국의 가수 자넷 서.
- 1995년 - 에콰도르의 육상 선수 브리안 핀타도.
- 1996년
  - 대한민국의 뮤지컬 배우 백중훈.
  - 대한민국의 전직 축구 선수 송준평.
- 1997년 - 대한민국의 가수 민경 (희나피아).
- 1998년 - 대한민국의 영화배우 손주아.
- 1999년
  - 대한민국의 야구 선수 강백호.
  - 일본의 골프 선수 이나미 모네.
- 2000년 - 대한민국의 축구 선수 추효주.
- 2001년 - 대한민국의 기업인 김수빈.
- 2003년 - 대한민국의 배우 최다혜.
- 2004년 - 캐나다의 가수 소피 파워스
- 2005년 - 일본의 아이돌 이오키 마오.

## 사망
- 238년 - 로마 제국의 공동 황제 발비누스와 푸피에누스. (168년~)
- 1099년 - 프랑스의 교황 우르바누스 2세. (1088년~)
- 1644년 - 제235대의 교황 교황 우르바노 8세. (1623년~)
- 1856년 - 독일의 작곡가, 피아니스트 로베르트 슈만. (1810년~)
- 1890년 - 네덜란드 화가 빈센트 반 고흐. (1853년~)
- 1900년 - 이탈리아의 왕 움베르토 1세. (1844년~)
- 1951년 - 터키의 축구 감독 알리 사미 옌. (1886년~)
- 1966년 - 나이지리아의 정치인 존슨 아그이이론시. (1924년~)
- 1970년 - 영국의 지휘자 존 바비롤리. (1899년~)
- 1983년
  - 스페인의 영화감독 루이스 부뉴엘. (1900년~)
  - 잉글랜드의 배우 데이비드 니븐. (1910년~)
- 1994년 - 영국의 화학자, 노벨 화학상 수상자 도로시 호지킨. (1910년~)
- 1999년 - 우크라이나의 오페라 가수 아나톨리 솔로비야넨코. (1932년~)
- 2001년 - 폴란드의 정치인 에드바르트 기에레크. (1913년~)
- 2004년 - 영국 생물학자 프랜시스 크릭. (1916년~)
- 2010년 - 대한민국의 희극인 백남봉. (1939년~)
- 2018년 - 미국의 프로레슬링 선수 브라이언 크리스토퍼. (1972년~)
- 2019년
  - 대한민국의 스타크래프트 프로게이머 박경락. (1984년~)
  - 대한민국의 국회의원 천영성. (1929년~)
  - 네덜란드의 야구 선수 룩 판 밀. (1984년~)
- 2020년 - 대한민국의 통일운동가 김낙중. (1931년~)
- 2022년
  - 대한민국의 교육공무원 겸 정치인 김영식. (1930년~)
  - 대한민국의 가수 남상규. (1938년~)
- 2023년 - 대한민국의 정치인 장광근. (1954년~)
- 2024년
  - 미국의 영화배우 로버트 바나스. (1933년~)
  - 폴란드의 육상 선수 유제프 슈미트. (1935년~)
  - 대한민국의 기업인 양승학. (1936년~)
  - 대한민국의 기업인, 정치인 정종득. (1941년~)
- 2025년
  - 대한민국의 연구인 강창순. (1943년~)
  - 일본의 슈퍼센티네리언 미요코 히로야스. (1911년~)
  - 잉글랜드의 가수 폴 마리오 데이. (1956년~)
  - 대한민국의 산악인 허영호. (1954년~)

## 기념일
- 국제 호랑이의 날
- 국가의 날(National Anthem Day): 루마니아
- 태국어의 날: 태국

## 같이 보기
- 전날: 7월 28일 다음날: 7월 30일 - 전달: 6월 29일 다음달: 8월 29일
- 음력: 7월 29일
- 모두 보기